# 都司嘉宣
都司 嘉宣（つじ よしのぶ、1947年9月21日 - ）は、日本の地震学者。公益財団法人深田地質研究所客員研究員、防災科学技術研究所客員研究員。元東京大学地震研究所地震火山災害部門准教授。

## 人物
奈良県生まれ。研究分野は津波、歴史地震学、津波検知、高潮。学位は理学博士（論文、東京大学）。産経新聞で『温故地震』を連載し、過去の被害地震の解説をしている。また「しまりすの親方」というペンネームで、高等学校卒業程度認定試験の問題集や参考書を書き続けている（『しまりすの親方式 高認理数系学習室』学びリンク 2014年など）。

## 経歴
- 1947年（昭和22年）- 奈良県生まれ。
- 1960年（昭和35年）- 西宮市立上甲子園小学校卒業。
- 1963年（昭和38年）- 灘中学校卒業。
- 1966年（昭和41年）- 麻布高等学校卒業。
- 1970年（昭和45年）- 東京大学工学部土木工学科卒業。
- 1972年（昭和47年）- 東京大学大学院理学系研究科修士課程（地球物理学専攻）修了。
- 1982年（昭和57年）- 理学博士（東京大学）（学位論文「歴代東海・南海地震、津波の研究」）[2]
- 1986年（昭和61年）- 東京大学地震研究所助教授
- 2008年（平成20年）- 長年に渡り津波防災情報提供に係わる委員会に協力、海洋情報業務に貢献した功績により水路記念日に当たる9月12日付で海上保安庁長官名にて感謝状を授与される。
- 2011年（平成23年）- 3月11日、東北地方太平洋沖地震（東日本大震災）による津波の解説者としてNHKとTBSの番組に相次いで出演。12月に東京大学地震研究所地震災害科学部門准教授。
- 2012年（平成23年）- 3月31日、東京大学を定年退職。

## 著書
- 知ってそなえよう!地震と津波 ナマズ博士が教えるしくみとこわさ（素朴社 2007年）ISBN 978-4-903773-04-9
- 富士山の噴火―万葉集から現代まで（築地書館 1992年）ISBN 978-4806710578
- 千年震災（ダイヤモンド社 2011年）ISBN 978-4478016114

## 主要論文
- 元祿地震・津波 (1703-XII-31) の下田以西の史料状況『地震 第2輯』1981年 34巻 3号 pp.401-411, doi:10.4294/zisin1948.34.3_401
- 安政2年9月28日 (1855-XI-7) の遠江沖地震について『地震 第2輯』1982年 35巻 1号 pp.35-51, doi:10.4294/zisin1948.35.1_35
- 千葉県君津市大坂の岩田寺の伝承中に現れる延文5年 (1360) の地震 89-103, 歴史地震 第1号 (1985)
- 山梨県南巨摩郡身延町小田船原の善光寺の伝承に現れる文正元年12月2日（1467年1月17日）の地震 21-29, 歴史地震 第2号 (1986)
- 天明小田原地震 (1782-VIII-23) の津波について『地震 第2輯』1986年 39巻 2号 pp.277-287, doi:10.4294/zisin1948.39.2_277
- 1995年奄美大島近海地震による地震および津波被害について『地学雑誌』1997年 106巻 4号 pp.486-502, doi:10.5026/jgeography.106.4_486
- 文化九年十一月四日（1812年12月7日）神奈川地震の震度分布（邦文） 東京大学地震研究所彙報 84巻 第4冊 (2009), hdl:2261/35978
- 東北地方太平洋沖地震津波～今回の津波は1140年ぶりの地震津波であると考える根拠～2011年3月11日東日本震災の津波の教訓 生産研究 Vol.63 (2011) No.5 pp.651-656, doi:10.11188/seisankenkyu.63.651
- 津波の比較史料学 国立歴史民俗博物館

共著・分担執筆
- 三好寿、佐藤要、都司嘉宣 慶長9年の津波『日本海洋学会誌』1989年 45巻 3号 pp.174-180, doi:10.1007/BF02123461
- 都司嘉宣、上田和枝、荒井賢一：延宝5年 (1677)，宝暦12年 (1763)，寛政5年 (1793) および安政3年 (1856) の各三陸津波の再検証 75-106, 歴史地震 第11号 (1995)
- 日野貴之、都司嘉宣 プレート境界面を考慮した東南海地震 (1944) の断層モデルと津波の数値シミュレーション『地震 第2輯』1996年 49巻 1号 pp.27-38, doi:10.4294/zisin1948.49.1_27
- 都司嘉宣、上田和枝、佐竹健治 日本で記録された1700年1月（元禄十二年十二月）北米巨大地震による津波『地震 第2輯』1998年 51巻 1号 pp.1-17, doi:10.4294/zisin1948.51.1_1
- 秋教昇・都司嘉宣・朴昌業・姜泰燮 歴史時代の白頭山の火山活動」『東京大学地震研究所彙報』第86号 第1/2冊 2011, hdl:2261/51525, NAID 110008915019
- 岩渕洋子、杉野英治、今村彦、都司嘉宣、松岡祐也、今井健太郎、首藤伸夫 信頼度を考慮した津波痕跡データベースの構築『土木学会論文集B2（海岸工学）』2012年 68巻 2号 p.I_1326-I_1330, doi:10.2208/kaigan.68.I_1326